# Kõnnu (Vändra)
Kõnnu – wieś w Estonii, w prowincji Parnawa, w gminie Vändra.